# 扎沃德
扎沃德，是匈牙利托尔瑙州所辖的一个村，总面积12.91平方公里，总人口301，人口密度23.3人/平方公里（2010年1月1日）。